# Le Rescoundudou
Le site du Rescoundudou, à Sébazac-Concourès en Aveyron, est un site archéologique occupé au cours du Paléolithique moyen, au Moustérien.

## Situation
Il se situe à la limite sud du Causse Comtal, le long d'une barre calcaire, et près d'un point d'eau.

## Historique des fouilles
Il a fait l'objet d'une fouille programmée sous la direction de J. Jaubert de 1981 à 1987.

## Description
Il s'agit d'un campement de chasseurs néandertaliens, occupé entre 130 000 et 75 000 ans avant notre ère, plus précisément lors de l'une des oscillations tempérées du stade isotopique 5, il y a environ 100 000 ans. Le site a livré de nombreux vestiges osseux et lithiques.
Le cheval (45 %) et le daim (40 %) y étaient les principaux gibiers mais d'autres espèces sont aussi présentes : aurochs, bison, asinin, cerf, ours, loup, rhinocéros. Le climat alors devait être tempéré.
L'industrie a été réalisée en matériaux d'origine proche, surtout en silex (80 %) mais aussi en quartz (20 %).
Des éclats ont été réalisés en mettant en œuvre le débitage Levallois tant sur silex que sur quartz, ce qui est exceptionnel. Certains de ces éclats ont été retouchés pour réaliser des outils, principalement des racloirs (80 %). L'outillage évoque un Moustérien typique riche en racloirs ou un Moustérien charentien de type Ferrassie.
Enfin, cinq dents humaines néandertaliennes ont été découvertes, dont 3 ayant appartenu à des enfants d'une dizaine d'années. Il s'agit des plus vieux restes humains trouvés sur le département de l'Aveyron.

## Webographie
- Article, interview et conférence téléchargeable (environ 1h20) de Jacques Jaubert (2011).